# Joaquín Urzáiz Cadaval
Joaquín de Urzáiz y Cadaval (Nigrán, 15 de septiembre de 1887 - Madrid, 11 de octubre de 1957) fue un funcionario, político y diplomático español. Fue varias veces diputado en las Cortes durante el período de la Restauración y la Segunda República, así como ministro Estado.

## Biografía
Nació en el municipio pontevedrés de Nigrán en 1887. Abogado del Estado de profesión, era hijo del político y varias veces ministro Ángel Urzáiz y Cuesta. Como su padre, también entró en la política.
Miembro del Partido Liberal, en las elecciones de 1916 fue elegido diputado en Cortes por la provincia de Huelva, y volvería a obtener acta en las elecciones de 1918 por la circunscripción de Canarias. Durante el período de la Segunda República ocupó diversos cargos en la administración. Fue ministro de Estado entre el 30 de diciembre de 1935 y el 19 de febrero de 1936, en el Gobierno de Manuel Portela Valladares. Concurrió a las elecciones de 1936 por la circunscripción de Huelva —integrado en el Partido Republicano Progresista—, logrando obtener acta de diputado.
Retirado de la vida política, en 1954, pasó a formar parte del consejo de administración del Banco de Vigo. Falleció en 1957.